# Propithecus deckenii
Il sifaka di Decken (Propithecus deckenii A. Grandidier, 1867) è un lemure appartenente alla famiglia Indriidae. Come tutti i lemuri, è endemico del Madagascar.

## Descrizione
Sono lemuri di taglia medio-grande: hanno una lunghezza media di 92–107 cm e un peso di 5-6,5 kg. La coda è lunga 42–48 cm. 

La faccia è glabra e nera, mentre gli occhi sono di color arancio-scuro.

Il pelo è color bianco-crema, con tinte dorate, grigiastre o brune nella zona dorsale.

## Biologia
Si tratta di animali diurni e arboricoli. 
Sono abili arrampicatori e potenti saltatori, capaci di compiere lunghi balzi da un albero all'altro.
Sono animali sociali, organizzati in gruppi da 2 a 10 esemplari (anche se mediamente un gruppo conta 4-5 esemplari), con un maschio e una femmina dominanti.
Amano crogiolarsi al sole nelle prime ore del mattino, stendendosi sul dorso ed appoggiando le zampe anteriori su quelle posteriori tenute incrociate.

### Alimentazione
Sono erbivori: si nutrono di foglie, fiori e frutti.

### Riproduzione
Al pari degli altri lemuri i P. deckeni sottostanno ad una stretta stagionalità riproduttiva: le femmine sono ricettive per pochi giorni all'anno, in febbraio-marzo. Dopo una gestazione di 4-5 mesi danno alla luce in media un piccolo ogni 2 anni.
Il piccolo rimane aggrappato saldamente al ventre materno sino al gennaio dell'anno successivo: nel frattempo comincia i suoi primi salti da solo, che spesso hanno esito negativo (l'analisi di ossa di sifaka ha rivelato la presenza di molte fratture suturatesi spontaneamente, segno che i balzi non sempre vanno a buon fine).

## Distribuzione e habitat
È diffuso nel Madagascar occidentale, dove colonizza le aree di foresta decidua secca.

## Tassonomia
La sottospecie nominale (Propithecus deckenii deckenii) veniva fino a poco tempo fa classificata come sottospecie del sifaka di Verreaux (Propithecus verreauxi deckenii), così come l'attuale sottospecie P. deckenii coronatus (P. verreauxi coronatus); alcuni autori riterrebbero quest'ultima sottospecie una specie a sé stante (Propithecus coronatus).

## Conservazione
La IUCN Red List classifica P. deckenii come specie in pericolo critico.
Parte del suo areale ricade all'interno di aree protette quali il Parco nazionale Tsingy di Bemaraha e la Riserva naturale integrale Tsingy di Bemaraha, il Parco nazionale della Baia di Baly e il Parco nazionale Tsingy di Namoroka.
La specie è inserita nella Appendice I della Convention on International Trade of Endangered Species (CITES)